# جيسي يدمينوت
جيسي يدمينوت (بالفرنسية: Jessy Deminguet)‏ (7 يناير 1998 بكاين في فرنسا - ) هو لاعب كرة قدم فرنسي في مركز الوسط.

## روابط خارجية
- جيسي يدمينوت على موقع رابطة كرة القدم الفرنسية للمحترفين (الإنجليزية)
- جيسي يدمينوت على موقع قاعدة بيانات كرة القدم.إي يو (الإنجليزية)
- جيسي يدمينوت على موقع ليكيب (الفرنسية)
- جيسي يدمينوت على موقع Soccerway.com (الإنجليزية)